# Велика смілива красива подорож
«Велика смілива красива подорож» (англ. A Big Bold Beautiful Journey) — американський романтично-фентезійний кінофільм 2025 року, зрежисований Когонадою. Головні ролі виконали Колін Фаррелл і Марго Роббі. Прем'єра фільму в Україні відбудеться 18 вересня 2025 року.

## Сюжет
Девід і Сара, тільки-но познайомившись, відчувають взаємний емоційний зв'язок. Перед початком стосунків парі раптово випадає можливість знову опинитись у деяких невирішених моментах свого минулого…

## У ролях
- Колін Фаррелл — Девід
- Марго Роббі — Сара
- Кевін Клайн
- Фібі Воллер-Брідж
- Лілі Рейб
- Джоді Тернер-Сміт
- Біллі Магнуссен
- Сара Гадон
- Брендон Переа
- Хлоя Іст
- Геміш Лінклейтер
- Калаган Скогман
- Жаклін Новак
- Люсі Томас
- Юві Гект
- Дженніфер Ґрант
- Шелбі Сіммонс

## Створення
Після двох високо оцінених критикою фільмів режисер Когонада мав намір створити щось «масштабніше та світліше». Прихильник романтичних комедій, режисер намагався надати цьому жанру оригінальний контекст. Прочитавши сценарій Сета Райса, автора «Меню», Когонада побачив паралелі з романтичними трагікомедіями Біллі Вайлдера та Ернста Любіча, і зрозумів, що втілюватиме цей сценарій на екрані.
Оскільки минуле протагоніста відіграє велику роль у сюжеті, режисеру потрібен був актор, який увійде в кадр з таким «багажем». Когонада швидко згадав про Коліна Фаррелла:
|  | У Коліна завжди все написано в очах. Ми одразу бачимо: «О, в його житті були і біль, і перемоги». ... У ньому також є щось есенційно романтичне. За своєю природою він поет. У ньому є те, за що кожен закохається в нього хоч трохи. |

Фаррелл приступив до роботи над роллю за три тижні після завершення фільмування «Пінгвіна», що стало для актора буквальним «виходом з темряви у світло»: «Якою б чудовою не була праця над „Пінгвіном“, його історія — про травму та численні поріднення з нею, її закам'яніння. Цей фільм як раз про відпускання травми, її відхід у минуле».
Познайомившись з Марго Роббі, Когонада був вражений її відвагою та пристрастю. Для акторки ця роль стала першою за 2 роки з часів «Барбі»: «Все в цьому фільмі викликає комфорт. … Його створення було одним з найчарівніших досвідів мого життя» — казала акторка.
Перед початком фільмування головні актори та режисер провели у репетиціях два тижні. Знімальний процес пройшов у квітні—травні 2024 року в Лос-Анджелесі. «Велика смілива красива подорож» застосовує прийоми магічного реалізму, на що режисера надихнула анімація Хаяо Міядзакі, тому музику до фільму писав композитор Міядзакі Дзьо Хісайсі. «Я також думав про „Шоу Трумена“, який досліджував дуже багато рівнів, залишаючись при цьому привітним і приємним» — казав Когонада.

## Сприйняття
Когонада так висловлювався про сутність «Великої сміливої красивої подорожі»: «Фільм насправді про розплату за своє минуле для того, аби відшукати можливість кохання в теперішньому часі. За що ми маємо розрахуватись, щоби зблизитись з іншими? З віком ми розуміємо, що саме завдяки своєму минулому ми маємо поточне сприйняття кохання».